# Transports en commun de Château-Thierry
Fablio est le réseau de transports en commun organisé par la Communauté d'agglomération de la région de Château-Thierry, desservant ainsi la ville de Château-Thierry et son agglomération, sous-préfecture du département de l'Aisne, dans les Hauts-de-France.
Le réseau est exploité depuis 2012 (avec un contrat renouvelé en 2019 pour une durée de neuf ans) par Keolis, via sa filiale Keolis Château-Thierry.

## Histoire

### Années 2010: le renouveau du réseau

#### Avril 2010: le nouveau réseau Fablio
En Avril 2010, le réseau TRANSVAL (exploité par Marne et Morin) est remplacé par Fablio. Les lignes sont en correspondance devant la gare de Château-Thierry.

## Réseau actuel
Au 1er mai 2025, le réseau de bus Fablio dessert 87 communes de la Communauté d'agglomération de la région de Château-Thierry (CARCT). Il est composé de : 
- 6 lignes urbaines (numérotées de 1A à 4B) desservant Château-Thierry et les communes limitrophes ;
- 2 navettes nommées "Navettes Fablio" (numérotées F1 et F2) reliant les différents lieux importants de Château-Thierry, dont l’une fonctionne les dimanches et jours fériés ;
- 4 lignes rurales (numérotées de 11 à 14) de transport à la demande fonctionnant toute l’année du lundi au samedi permettant de rejoindre l’un des 4 centres bourgs (Condé-en-Brie, Fère-en-Tardenois, Jaulgonne, Neuilly-Saint-Front) ;
- 12 lignes de transport à la demande dites de "proximité" (lettrées de A à L) permettant de rabattre les communes rurales vers les centres bourgs 2 jours par semaine.

### Lignes régulières

#### Lignes urbaines
| Ligne | Caractéristiques | Caractéristiques | Caractéristiques | Caractéristiques | Caractéristiques | Caractéristiques | Caractéristiques | Caractéristiques | Caractéristiques |
| 1A    | Gare SNCF ⥋ Château-Thierry – ZI de l'Omois (Le Marchis 1 & 2) / Bézu-Saint-Germain – Mairie | Gare SNCF ⥋ Château-Thierry – ZI de l'Omois (Le Marchis 1 & 2) / Bézu-Saint-Germain – Mairie                                           | Gare SNCF ⥋ Château-Thierry – ZI de l'Omois (Le Marchis 1 & 2) / Bézu-Saint-Germain – Mairie                                           | Gare SNCF ⥋ Château-Thierry – ZI de l'Omois (Le Marchis 1 & 2) / Bézu-Saint-Germain – Mairie                                           | Gare SNCF ⥋ Château-Thierry – ZI de l'Omois (Le Marchis 1 & 2) / Bézu-Saint-Germain – Mairie                                           | Gare SNCF ⥋ Château-Thierry – ZI de l'Omois (Le Marchis 1 & 2) / Bézu-Saint-Germain – Mairie                                           | Gare SNCF ⥋ Château-Thierry – ZI de l'Omois (Le Marchis 1 & 2) / Bézu-Saint-Germain – Mairie                                           | Gare SNCF ⥋ Château-Thierry – ZI de l'Omois (Le Marchis 1 & 2) / Bézu-Saint-Germain – Mairie                                           | Gare SNCF ⥋ Château-Thierry – ZI de l'Omois (Le Marchis 1 & 2) / Bézu-Saint-Germain – Mairie                                           |
| ----- | --- | --- | --- | --- | --- | --- | --- | --- | --- |
| 1A    | Ouverture / Fermeture 1er avril 2010 / — | Longueur — | Durée 20-30 min | Nb. d’arrêts 21 | Matériel — | Jours de fonctionnement L, Ma, Me, J, V, S                                                                                             | Jour / Soir / Nuit / Fêtes O / O / N / N                                                                                               | Voy. / an — | Dépôt Château-Thierry |
| 1A    | Desserte : - Villes et lieux desservis : Château-Thierry et Bézu-Saint-Germain - Gares desservies : Château-Thierry | | | | | | | | |
| 1A    | Autre : - Amplitudes horaires : La ligne fonctionne du Lundi au Samedi de 4h45 à 21h20, avec un passage toutes les 20-30 minutes de 6h00 à 8h20, puis une fois par heure le reste de la journée. - Particularités : - Les premiers services de 4h45 à 6h27 sont assurés par le service de transport à la demande sur réservation Flexo. - En heure creuse, de 9h10 à 12h25, puis de 13h41 à 16h30, et de 17h46 à 18h00, les arrêts de "Parc Citélium" à "Mairie de Bézu" ne sont desservis que par le service de transport à la demande Flexago. - Les 3 départs de 19h35, 20h05 et 20h35 sont effectués uniquement par le service de transport à la demande Flexago. - Le dernier départ n'est qu'à destination de la Gare SNCF. - Dans la ZI de l'Omois, la ligne effectue son terminus à l'arrêt "Le Marchis 1" et son départ à "Le Marchis 2". | | | | | | | | |
| 1A    | Dernière actualisation : 4 mai 2025 | | | | | | | | |
| 1B    | (Circulaire) Gare SNCF ⥋ via Mairie de Nesles-la-Montagne et Mairie de Nogentel | (Circulaire) Gare SNCF ⥋ via Mairie de Nesles-la-Montagne et Mairie de Nogentel                                                        | (Circulaire) Gare SNCF ⥋ via Mairie de Nesles-la-Montagne et Mairie de Nogentel                                                        | (Circulaire) Gare SNCF ⥋ via Mairie de Nesles-la-Montagne et Mairie de Nogentel                                                        | (Circulaire) Gare SNCF ⥋ via Mairie de Nesles-la-Montagne et Mairie de Nogentel                                                        | (Circulaire) Gare SNCF ⥋ via Mairie de Nesles-la-Montagne et Mairie de Nogentel                                                        | (Circulaire) Gare SNCF ⥋ via Mairie de Nesles-la-Montagne et Mairie de Nogentel                                                        | (Circulaire) Gare SNCF ⥋ via Mairie de Nesles-la-Montagne et Mairie de Nogentel                                                        | (Circulaire) Gare SNCF ⥋ via Mairie de Nesles-la-Montagne et Mairie de Nogentel                                                        |
| 1B    | Ouverture / Fermeture 1er avril 2010 / — | Longueur — | Durée 25-30 min | Nb. d’arrêts 16 | Matériel — | Jours de fonctionnement L, Ma, Me, J, V, S                                                                                             | Jour / Soir / Nuit / Fêtes O / O / N / N                                                                                               | Voy. / an — | Dépôt Château-Thierry |
| 1B    | Desserte : - Villes et lieux desservis : Château-Thierry, Nesles-la-Montagne et Nogentel - Gares desservies : Château-Thierry | | | | | | | | |
| 1B    | Autre : - Amplitudes horaires : La ligne fonctionne du Lundi au Samedi de 5h04 à 20h35 avec un passage par heure environ. - Particularités : - Les premiers départs de 5h04, 5h34 et 6h01 sont assurés par le service de transport à la demande sur réservation Flexo. - Les départs de 9h20, 10h20 et 15h30 sont effectués par le service de transport à la demande Flexago. - Les derniers départs de 19h35, 20h05 et 20h35 sont effectués par le service de transport à la demande sur réservation Flexo. - Les arrêts "Petit Ballois" et "Pétret" ne sont desservis que par les courses réalisées en service de transport à la demande sur réservation Flexo. | | | | | | | | |
| 1B    | Dernière actualisation : 4 mai 2025 | | | | | | | | |
| 2     | (Circulaire) Gare SNCF ⥋ via L'Horloge, Centre Aquatique et Clos des Vignes | (Circulaire) Gare SNCF ⥋ via L'Horloge, Centre Aquatique et Clos des Vignes                                                            | (Circulaire) Gare SNCF ⥋ via L'Horloge, Centre Aquatique et Clos des Vignes                                                            | (Circulaire) Gare SNCF ⥋ via L'Horloge, Centre Aquatique et Clos des Vignes                                                            | (Circulaire) Gare SNCF ⥋ via L'Horloge, Centre Aquatique et Clos des Vignes                                                            | (Circulaire) Gare SNCF ⥋ via L'Horloge, Centre Aquatique et Clos des Vignes                                                            | (Circulaire) Gare SNCF ⥋ via L'Horloge, Centre Aquatique et Clos des Vignes                                                            | (Circulaire) Gare SNCF ⥋ via L'Horloge, Centre Aquatique et Clos des Vignes                                                            | (Circulaire) Gare SNCF ⥋ via L'Horloge, Centre Aquatique et Clos des Vignes                                                            |
| 2     | Ouverture / Fermeture 1er avril 2010 / — | Longueur — | Durée 25-55 min | Nb. d’arrêts 22 | Matériel — | Jours de fonctionnement L, Ma, Me, J, V                                                                                                | Jour / Soir / Nuit / Fêtes O / O / N / N                                                                                               | Voy. / an — | Dépôt Château-Thierry |
| 2     | Desserte : - Villes et lieux desservis : Château-Thierry - Gares desservies : Château-Thierry | | | | | | | | |
| 2     | Autre : - Amplitudes horaires : La ligne fonctionne du Lundi au Vendredi de 4h25 à 21h03 avec un passage toutes les 30 minutes. - Particularités : - Les trois premiers départs sont effectués depuis l'arrêt "L'Horloge". - Le quatrième départ est effectué depuis l'arrêt "La Fontaine 1". - Les arrêts "Parc Citélium" et "Centre Aquatique" ne sont desservis que par quelques courses en journée. - Le dernier départ, à 21h03, est effectué avec un service de descente à la demande via le service Flexo à partir de l'arrêt "La Fontaine 1". | | | | | | | | |
| 2     | Dernière actualisation : 4 mai 2025 | | | | | | | | |
| 3     | (Circulaire) Brasles – Mairie ⥋ via La Fontaine et Buisson | (Circulaire) Brasles – Mairie ⥋ via La Fontaine et Buisson                                                                             | (Circulaire) Brasles – Mairie ⥋ via La Fontaine et Buisson                                                                             | (Circulaire) Brasles – Mairie ⥋ via La Fontaine et Buisson                                                                             | (Circulaire) Brasles – Mairie ⥋ via La Fontaine et Buisson                                                                             | (Circulaire) Brasles – Mairie ⥋ via La Fontaine et Buisson                                                                             | (Circulaire) Brasles – Mairie ⥋ via La Fontaine et Buisson                                                                             | (Circulaire) Brasles – Mairie ⥋ via La Fontaine et Buisson                                                                             | (Circulaire) Brasles – Mairie ⥋ via La Fontaine et Buisson                                                                             |
| 3     | Ouverture / Fermeture 1er avril 2010 / — | Longueur — | Durée 20-35 min | Nb. d’arrêts 20 | Matériel — | Jours de fonctionnement L, Ma, Me, J, V, S                                                                                             | Jour / Soir / Nuit / Fêtes O / N / N / N                                                                                               | Voy. / an — | Dépôt Château-Thierry |
| 3     | Desserte : - Villes et lieux desservis : Château-Thierry et Brasles - Gares desservies : Aucune | | | | | | | | |
| 3     | Autre : - Amplitudes horaires : La ligne fonctionne du Lundi au Samedi de 6h13 à 18h42 avec un passage toutes les 30-40 minutes de 7h06 à 9h10, puis un passage par heure de 10h00 à 13h40, puis un passage toutes les 30 minutes de 16h00 à 16h47, et un passage par heure de 17h47 à 18h42. - Particularités : - Les deux premiers départs de 6h13 et 6h35 s'effectuent depuis l'arrêt "Mennonerie" via le service de transport à la demande sur réservation Flexo. - Les arrêts "Caltel Repos", "Gallego", "Bas Courteau" et "Rue de la Mare Aubry" ne sont pas desservis par la course de 7h06. - Les arrêts "Pâtis Saint-Martin", "Caltel Repos", "Gallego", "Bas Courteau" et "Rue de la Mare Aubry" ne sont pas desservis par la course de 12h14. - La course de 16h00 effectue son départ depuis l'arrêt "Poterne". Elle dure 3 minutes.   | | | | | | | | |
| 3     | Dernière actualisation : 4 mai 2025 | | | | | | | | |
| 4A    | (Circulaire) Château-Thierry – Collège Jean Racine ⥋ via Gare SNCF, Mairie d'Étampes-sur-Marne, Mairie de Chierry et Mairie de Blesmes | (Circulaire) Château-Thierry – Collège Jean Racine ⥋ via Gare SNCF, Mairie d'Étampes-sur-Marne, Mairie de Chierry et Mairie de Blesmes | (Circulaire) Château-Thierry – Collège Jean Racine ⥋ via Gare SNCF, Mairie d'Étampes-sur-Marne, Mairie de Chierry et Mairie de Blesmes | (Circulaire) Château-Thierry – Collège Jean Racine ⥋ via Gare SNCF, Mairie d'Étampes-sur-Marne, Mairie de Chierry et Mairie de Blesmes | (Circulaire) Château-Thierry – Collège Jean Racine ⥋ via Gare SNCF, Mairie d'Étampes-sur-Marne, Mairie de Chierry et Mairie de Blesmes | (Circulaire) Château-Thierry – Collège Jean Racine ⥋ via Gare SNCF, Mairie d'Étampes-sur-Marne, Mairie de Chierry et Mairie de Blesmes | (Circulaire) Château-Thierry – Collège Jean Racine ⥋ via Gare SNCF, Mairie d'Étampes-sur-Marne, Mairie de Chierry et Mairie de Blesmes | (Circulaire) Château-Thierry – Collège Jean Racine ⥋ via Gare SNCF, Mairie d'Étampes-sur-Marne, Mairie de Chierry et Mairie de Blesmes | (Circulaire) Château-Thierry – Collège Jean Racine ⥋ via Gare SNCF, Mairie d'Étampes-sur-Marne, Mairie de Chierry et Mairie de Blesmes |
| 4A    | Ouverture / Fermeture 1er avril 2010 / — | Longueur — | Durée 30-35 min | Nb. d’arrêts 26 | Matériel — | Jours de fonctionnement L, Ma, Me, J, V, S                                                                                             | Jour / Soir / Nuit / Fêtes O / O / N / N                                                                                               | Voy. / an — | Dépôt Château-Thierry |
| 4A    | Desserte : - Villes et lieux desservis : Château-Thierry, Étampes-sur-Marne, Chierry et Blesmes - Gares desservies : Château-Thierry | | | | | | | | |
| 4A    | Autre : - Amplitudes horaires : La ligne fonctionne du Lundi au Samedi de 6h18 à 20h35 avec un passage par heure. - Particularités : - La première course est effectuée via le service de transport à la demande sur réservation Flexo. - Les courses de 9h18, 10h18 et 15h31 sont effectuées via le service de transport à la demande Flexago. - Les courses de 19h35, 20h05 et 20h35 sont effectuées via le service de transport à la demande Flexago, au départ de la gare SNCF. - Les arrêts "Tivoli", "Albert Simon", "Nervo", "Carrefour", "Stade" et "Maurice Champlon" ne sont desservis que par les courses de 9h18, 10h18 et 15h31, effectuées via le service de transport à la demande Flexago. | | | | | | | | |
| 4A    | Dernière actualisation : 4 mai 2025 | | | | | | | | |
| 4B    | Gare SNCF ⥋ Essômes-sur-Marne – Vaux | Gare SNCF ⥋ Essômes-sur-Marne – Vaux                                                                                                   | Gare SNCF ⥋ Essômes-sur-Marne – Vaux                                                                                                   | Gare SNCF ⥋ Essômes-sur-Marne – Vaux                                                                                                   | Gare SNCF ⥋ Essômes-sur-Marne – Vaux                                                                                                   | Gare SNCF ⥋ Essômes-sur-Marne – Vaux                                                                                                   | Gare SNCF ⥋ Essômes-sur-Marne – Vaux                                                                                                   | Gare SNCF ⥋ Essômes-sur-Marne – Vaux                                                                                                   | Gare SNCF ⥋ Essômes-sur-Marne – Vaux                                                                                                   |
| 4B    | Ouverture / Fermeture 1er avril 2010 / — | Longueur — | Durée 25 min | Nb. d’arrêts 24 | Matériel — | Jours de fonctionnement L, Ma, Me, J, V, S                                                                                             | Jour / Soir / Nuit / Fêtes O / O / N / N                                                                                               | Voy. / an — | Dépôt Château-Thierry |
| 4B    | Desserte : - Villes et lieux desservis : Château-Thierry et Essômes-sur-Marne - Gares desservies : Château-Thierry | | | | | | | | |
| 4B    | Autre : - Amplitudes horaires : La ligne fonctionne du Lundi au Samedi de 5h04 à 20h35 avec un passage par heure. - Particularités : - Les premiers départs de 5h04, 5h34 et 6h01 sont assurés par le service de transport à la demande sur réservation Flexo. - Les départs de 6h05, 9h05 et 14h05 sont effectués par le service de transport à la demande Flexago. - Les derniers départs de 19h35, 20h05 et 20h35 sont effectués par le service de transport à la demande sur réservation Flexo. - Les arrêts "Essômes Bleuets" et "Crogis" ne sont desservis qu'à la demande. | | | | | | | | |
| 4B    | Dernière actualisation : 4 mai 2025 | | | | | | | | |

#### Navettes Fablio
| Ligne | Caractéristiques | Caractéristiques                                                                     | Caractéristiques                                                                     | Caractéristiques                                                                     | Caractéristiques                                                                     | Caractéristiques                                                                     | Caractéristiques                                                                     | Caractéristiques                                                                     | Caractéristiques                                                                     |
| F1    | Navette Fablio 1 | Navette Fablio 1                                                                     | Navette Fablio 1                                                                     | Navette Fablio 1                                                                     | Navette Fablio 1                                                                     | Navette Fablio 1                                                                     | Navette Fablio 1                                                                     | Navette Fablio 1                                                                     | Navette Fablio 1                                                                     |
| F1    | (Circulaire) Gare SNCF ⥋ via Zone Commerciale, Comtesses, Clos des Vignes et Hôpital | (Circulaire) Gare SNCF ⥋ via Zone Commerciale, Comtesses, Clos des Vignes et Hôpital | (Circulaire) Gare SNCF ⥋ via Zone Commerciale, Comtesses, Clos des Vignes et Hôpital | (Circulaire) Gare SNCF ⥋ via Zone Commerciale, Comtesses, Clos des Vignes et Hôpital | (Circulaire) Gare SNCF ⥋ via Zone Commerciale, Comtesses, Clos des Vignes et Hôpital | (Circulaire) Gare SNCF ⥋ via Zone Commerciale, Comtesses, Clos des Vignes et Hôpital | (Circulaire) Gare SNCF ⥋ via Zone Commerciale, Comtesses, Clos des Vignes et Hôpital | (Circulaire) Gare SNCF ⥋ via Zone Commerciale, Comtesses, Clos des Vignes et Hôpital | (Circulaire) Gare SNCF ⥋ via Zone Commerciale, Comtesses, Clos des Vignes et Hôpital |
| ----- | --- | ------------------------------------------------------------------------------------ | ------------------------------------------------------------------------------------ | ------------------------------------------------------------------------------------ | ------------------------------------------------------------------------------------ | ------------------------------------------------------------------------------------ | ------------------------------------------------------------------------------------ | ------------------------------------------------------------------------------------ | ------------------------------------------------------------------------------------ |
| F1    | Ouverture / Fermeture 1er avril 2010 / — | Longueur —                                                                           | Durée 20-50 min                                                                      | Nb. d’arrêts 36                                                                      | Matériel —                                                                           | Jours de fonctionnement L, Ma, Me, J, V, S, D                                        | Jour / Soir / Nuit / Fêtes O / O / N / O                                             | Voy. / an —                                                                          | Dépôt Château-Thierry                                                                |
| F1    | Desserte : - Villes et lieux desservis : Château-Thierry - Gares desservies : Château-Thierry |                                                                                      |                                                                                      |                                                                                      |                                                                                      |                                                                                      |                                                                                      |                                                                                      |                                                                                      |
| F1    | Autre : - Amplitudes horaires : La ligne fonctionne du Lundi au Vendredi de 6h24 à 18h40, avec un passage toutes les 30-50 minutes, et du Samedi au Dimanche, en plus des jours fériés (sauf le 1er Mai), sous le nom "F+1", de 6h00 à 20h35 avec un passage toutes les 30-60 minutes. - Particularités de la Ligne F1 : - La ligne effectue son premier départ depuis l'arrêt "Gallego" - Le service de transport à la demande sur réservation Flexo prends les passagers venant des trains depuis Paris de 19h26 et 19h31 en gare SNCF. - Particularités de la Ligne F+1 : - Ligne reprenant l'itinéraire de la ligne F1, en desservant les arrêts entre "Petits Champs" et "Louvets", et fonctionnant les Samedis, Dimanches et jours fériés uniquement (sauf le 1er Mai). - Les trois premières courses (6h00, 7h00 et 8h00), puis les courses de 13h30, 14h30, 15h30, 16h30, 17h30, et de 18h30 jusqu'à 20h35 ne sont effectuées uniquement que les Samedis. - Les arrêts "Parc Citélium" et "Centre Aquatique" ne sont desservis qu'entre 10h31 et 20h36.                        |                                                                                      |                                                                                      |                                                                                      |                                                                                      |                                                                                      |                                                                                      |                                                                                      |                                                                                      |
| F1    | Dernière actualisation : 4 mai 2025 |                                                                                      |                                                                                      |                                                                                      |                                                                                      |                                                                                      |                                                                                      |                                                                                      |                                                                                      |
| F2    | Navette Fablio 2 | Navette Fablio 2                                                                     | Navette Fablio 2                                                                     | Navette Fablio 2                                                                     | Navette Fablio 2                                                                     | Navette Fablio 2                                                                     | Navette Fablio 2                                                                     | Navette Fablio 2                                                                     | Navette Fablio 2                                                                     |
| F2    | (Circulaire) Gare SNCF ⥋ via Hôpital, Otmus et Zone Commerciale |                                                                                      |                                                                                      |                                                                                      |                                                                                      |                                                                                      |                                                                                      |                                                                                      |                                                                                      |
| F2    | Ouverture / Fermeture 1er avril 2010 / — | Longueur —                                                                           | Durée 25-50 min                                                                      | Nb. d’arrêts 36                                                                      | Matériel —                                                                           | Jours de fonctionnement L, Ma, Me, J, V, S                                           | Jour / Soir / Nuit / Fêtes O / O / N / N                                             | Voy. / an —                                                                          | Dépôt Château-Thierry                                                                |
| F2    | Desserte : - Villes et lieux desservis : Château-Thierry - Gares desservies : Château-Thierry |                                                                                      |                                                                                      |                                                                                      |                                                                                      |                                                                                      |                                                                                      |                                                                                      |                                                                                      |
| F2    | Autre : - Amplitudes horaires : La ligne fonctionne du Lundi au Vendredi de 4h19 à 20h35, avec un passage toutes les 30-50 minutes, et le Samedi, sous le nom "F+2", de 6h05 à 18h05 avec un passage toutes les 30 minutes. - Particularités de la Ligne F2 : - La ligne effectue ses trois premiers départs depuis l'arrêt "Poste", via le service de transport à la demande sous réservation Flexo. - Les arrêts "Madeleine, "Claude Guérin", "Comtesses", "Otmus", "Jean Jaurès" et "Aristide Briand" ne sont pas desservis par les trois premières courses. - Les courses de 20h05 et 20h35 sont effectuées via le service de transport à la demande sous réservation Flexo. - Particularités de la Ligne F+2 : - Ligne reprenant l'itinéraire de la ligne F2, en desservant les arrêts entre "Petits Champs" et "Louvets", et fonctionnant le Samedi. - Le service de transport à la demande sous réservation Flexo effectue le parcours de la ligne avant la première course (à 6h05) - Les arrêts "Parc Citélium" et "Centre Aquatique" ne sont desservis qu'à partir de 10h22. |                                                                                      |                                                                                      |                                                                                      |                                                                                      |                                                                                      |                                                                                      |                                                                                      |                                                                                      |
| F2    | Dernière actualisation : 4 mai 2025 |                                                                                      |                                                                                      |                                                                                      |                                                                                      |                                                                                      |                                                                                      |                                                                                      |                                                                                      |

### Transport à la demande
Le service de transport à la demande (nommé Flexago) vient compléter le réseau de lignes régulières, avec des itinéraires, arrêts et horaires prédéterminés. Ce service fonctionne du Lundi au Samedi, de 8h30 à 18h00. La réservation peut se faire jusqu'à 2h avant le déplacement pour tous les départs après 11h, ceux avant cette heure-ci devant être réservés la veille ou le Samedi, pour les trajets du Lundi.

#### Lignes rurales
| Ligne | Caractéristiques | Caractéristiques                                    | Caractéristiques                                    | Caractéristiques                                    | Caractéristiques                                    | Caractéristiques                                    | Caractéristiques                                    | Caractéristiques                                    | Caractéristiques                                    |
| 11    | Gare SNCF ⥋ Neuilly-Saint-Front – Espace Louvroy | Gare SNCF ⥋ Neuilly-Saint-Front – Espace Louvroy    | Gare SNCF ⥋ Neuilly-Saint-Front – Espace Louvroy    | Gare SNCF ⥋ Neuilly-Saint-Front – Espace Louvroy    | Gare SNCF ⥋ Neuilly-Saint-Front – Espace Louvroy    | Gare SNCF ⥋ Neuilly-Saint-Front – Espace Louvroy    | Gare SNCF ⥋ Neuilly-Saint-Front – Espace Louvroy    | Gare SNCF ⥋ Neuilly-Saint-Front – Espace Louvroy    | Gare SNCF ⥋ Neuilly-Saint-Front – Espace Louvroy    |
| ----- | --- | --------------------------------------------------- | --------------------------------------------------- | --------------------------------------------------- | --------------------------------------------------- | --------------------------------------------------- | --------------------------------------------------- | --------------------------------------------------- | --------------------------------------------------- |
| 11    | Ouverture / Fermeture 6 janvier 2020 / — | Longueur —                                          | Durée 40 min                                        | Nb. d’arrêts 11                                     | Matériel —                                          | Jours de fonctionnement L, Ma, Me, J, V, S          | Jour / Soir / Nuit / Fêtes O / N / N / N            | Voy. / an —                                         | Dépôt Château-Thierry                               |
| 11    | Desserte : - Villes et lieux desservis : Château-Thierry, Épaux-Bézu, Bonnesvalyn, Sommelans et Neuilly-Saint-Front - Gares desservies : Château-Thierry |                                                     |                                                     |                                                     |                                                     |                                                     |                                                     |                                                     |                                                     |
| 11    | Autre : - Amplitudes horaires : La ligne fonctionne du Lundi au Samedi de 6h15 à 19h15, avec 3 départs depuis la gare de Château-Thierry (8h40, 11h35 et 18h35) et 4 départs depuis l'Espace Louvroy (6h15, 9h20, 12h15 et 19h15). - Particularités : La ligne fonctionne uniquement sur réservation, via le service de Transport à la Demande (TàD) Flexago. |                                                     |                                                     |                                                     |                                                     |                                                     |                                                     |                                                     |                                                     |
| 11    | Dernière actualisation : 7 mars 2025 |                                                     |                                                     |                                                     |                                                     |                                                     |                                                     |                                                     |                                                     |
| 12    | Gare SNCF ⥋ via Fère-en-Tardenois Avenue du Collège | Gare SNCF ⥋ via Fère-en-Tardenois Avenue du Collège | Gare SNCF ⥋ via Fère-en-Tardenois Avenue du Collège | Gare SNCF ⥋ via Fère-en-Tardenois Avenue du Collège | Gare SNCF ⥋ via Fère-en-Tardenois Avenue du Collège | Gare SNCF ⥋ via Fère-en-Tardenois Avenue du Collège | Gare SNCF ⥋ via Fère-en-Tardenois Avenue du Collège | Gare SNCF ⥋ via Fère-en-Tardenois Avenue du Collège | Gare SNCF ⥋ via Fère-en-Tardenois Avenue du Collège |
| 12    | Ouverture / Fermeture 6 janvier 2020 / — | Longueur —                                          | Durée 55-95 min                                     | Nb. d’arrêts 11                                     | Matériel —                                          | Jours de fonctionnement L, Ma, Me, J, V, S          | Jour / Soir / Nuit / Fêtes O / N / N / N            | Voy. / an —                                         | Dépôt Château-Thierry                               |
| 12    | Desserte : - Villes et lieux desservis : Château-Thierry, Rocourt-Saint-Martin, Coincy, Villeneuve-sur-Fère et Fère-en-Tardenois - Gares desservies : Château-Thierry |                                                     |                                                     |                                                     |                                                     |                                                     |                                                     |                                                     |                                                     |
| 12    | Autre : - Amplitudes horaires : La ligne fonctionne du Lundi au Samedi de 5h55 à 18h40, avec 7 départs. - Particularités : - La ligne fonctionne uniquement sur réservation, via le service de Transport à la Demande (TàD) Flexago. - Le premier départ s'effectue depuis l'arrêt "Pôle de Santé". - Le Samedi, l'arrêt "Pôle de Santé" n'est pas desservi par les 4 derniers départs. - Les Lundis, Mardis, Jeudis et Vendredis, la Mairie de Rocourt n'est pas desservie par le 4ème départ (12h15) - Le dernier départ est direct entre "Avenue du Collège" et "La Fontaine 3". |                                                     |                                                     |                                                     |                                                     |                                                     |                                                     |                                                     |                                                     |
| 12    | Dernière actualisation : 7 mars 2025 |                                                     |                                                     |                                                     |                                                     |                                                     |                                                     |                                                     |                                                     |
| 13    | Gare SNCF ⥋ Jaulgonne – Place du Puits | Gare SNCF ⥋ Jaulgonne – Place du Puits              | Gare SNCF ⥋ Jaulgonne – Place du Puits              | Gare SNCF ⥋ Jaulgonne – Place du Puits              | Gare SNCF ⥋ Jaulgonne – Place du Puits              | Gare SNCF ⥋ Jaulgonne – Place du Puits              | Gare SNCF ⥋ Jaulgonne – Place du Puits              | Gare SNCF ⥋ Jaulgonne – Place du Puits              | Gare SNCF ⥋ Jaulgonne – Place du Puits              |
| 13    | Ouverture / Fermeture 6 janvier 2020 / — | Longueur —                                          | Durée 30 min                                        | Nb. d’arrêts 14                                     | Matériel —                                          | Jours de fonctionnement L, Ma, Me, J, V, S          | Jour / Soir / Nuit / Fêtes O / N / N / N            | Voy. / an —                                         | Dépôt Château-Thierry                               |
| 13    | Desserte : - Villes et lieux desservis : Château-Thierry, Brasles, Gland, Mont-Saint-Père, Chartèves et Jaulgonne - Gares desservies : Château-Thierry |                                                     |                                                     |                                                     |                                                     |                                                     |                                                     |                                                     |                                                     |
| 13    | Autre : - Amplitudes horaires : La ligne fonctionne du Lundi au Samedi de 6h15 à 19h05, avec 5 départs depuis la gare de Château-Thierry (7h30, 11h10, 12h35, 16h35 et 18h35) et 6 départs depuis la Place du Puits (6h15, 8h00, 11h40, 13h05, 17h05 et 19h05). - Particularités : La ligne fonctionne uniquement sur réservation, via le service de Transport à la Demande (TàD) Flexago. |                                                     |                                                     |                                                     |                                                     |                                                     |                                                     |                                                     |                                                     |
| 13    | Dernière actualisation : 7 mars 2025 |                                                     |                                                     |                                                     |                                                     |                                                     |                                                     |                                                     |                                                     |
| 14    | Gare SNCF ⥋ Condé-en-Brie – Halles de Condé | Gare SNCF ⥋ Condé-en-Brie – Halles de Condé         | Gare SNCF ⥋ Condé-en-Brie – Halles de Condé         | Gare SNCF ⥋ Condé-en-Brie – Halles de Condé         | Gare SNCF ⥋ Condé-en-Brie – Halles de Condé         | Gare SNCF ⥋ Condé-en-Brie – Halles de Condé         | Gare SNCF ⥋ Condé-en-Brie – Halles de Condé         | Gare SNCF ⥋ Condé-en-Brie – Halles de Condé         | Gare SNCF ⥋ Condé-en-Brie – Halles de Condé         |
| 14    | Ouverture / Fermeture 6 janvier 2020 / — | Longueur —                                          | Durée 30 min                                        | Nb. d’arrêts 12                                     | Matériel —                                          | Jours de fonctionnement L, Ma, Me, J, V, S          | Jour / Soir / Nuit / Fêtes O / N / N / N            | Voy. / an —                                         | Dépôt Château-Thierry                               |
| 14    | Desserte : - Villes et lieux desservis : Château-Thierry, Chierry, Blesmes, Fossoy, Crézancy, Connigis, Saint-Eugène et Condé-en-Brie - Gares desservies : Château-Thierry |                                                     |                                                     |                                                     |                                                     |                                                     |                                                     |                                                     |                                                     |
| 14    | Autre : - Amplitudes horaires : La ligne fonctionne du Lundi au Samedi de 6h15 à 19h00, avec 4 départs depuis la gare de Château-Thierry (8h40, 12h30, 16h30 et 18h35) et 5 départs depuis les Halles de Condé (6h15, 9h10, 13h00, 18h05 et 19h00). - Particularités : La ligne fonctionne uniquement sur réservation, via le service de Transport à la Demande (TàD) Flexago. |                                                     |                                                     |                                                     |                                                     |                                                     |                                                     |                                                     |                                                     |
| 14    | Dernière actualisation : 7 mars 2025 |                                                     |                                                     |                                                     |                                                     |                                                     |                                                     |                                                     |                                                     |

#### Lignes de proximité
| Ligne | Caractéristiques | Caractéristiques                                                                | Caractéristiques                                                                | Caractéristiques                                                                | Caractéristiques                                                                | Caractéristiques                                                                | Caractéristiques                                                                | Caractéristiques                                                                | Caractéristiques                                                                |
| A     | Ligne TÀD A | Ligne TÀD A                                                                     | Ligne TÀD A                                                                     | Ligne TÀD A                                                                     | Ligne TÀD A                                                                     | Ligne TÀD A                                                                     | Ligne TÀD A                                                                     | Ligne TÀD A                                                                     | Ligne TÀD A                                                                     |
| A     | Gare SNCF ⥋ Beuvardes – Les Tilleuls (Arrivée) / Place Fernand Richard (Départ) | Gare SNCF ⥋ Beuvardes – Les Tilleuls (Arrivée) / Place Fernand Richard (Départ) | Gare SNCF ⥋ Beuvardes – Les Tilleuls (Arrivée) / Place Fernand Richard (Départ) | Gare SNCF ⥋ Beuvardes – Les Tilleuls (Arrivée) / Place Fernand Richard (Départ) | Gare SNCF ⥋ Beuvardes – Les Tilleuls (Arrivée) / Place Fernand Richard (Départ) | Gare SNCF ⥋ Beuvardes – Les Tilleuls (Arrivée) / Place Fernand Richard (Départ) | Gare SNCF ⥋ Beuvardes – Les Tilleuls (Arrivée) / Place Fernand Richard (Départ) | Gare SNCF ⥋ Beuvardes – Les Tilleuls (Arrivée) / Place Fernand Richard (Départ) | Gare SNCF ⥋ Beuvardes – Les Tilleuls (Arrivée) / Place Fernand Richard (Départ) |
| ----- | --- | ------------------------------------------------------------------------------- | ------------------------------------------------------------------------------- | ------------------------------------------------------------------------------- | ------------------------------------------------------------------------------- | ------------------------------------------------------------------------------- | ------------------------------------------------------------------------------- | ------------------------------------------------------------------------------- | ------------------------------------------------------------------------------- |
| A     | Ouverture / Fermeture 6 janvier 2020 / — | Longueur —                                                                      | Durée 35-40 min                                                                 | Nb. d’arrêts 16                                                                 | Matériel —                                                                      | Jours de fonctionnement Ma, V                                                   | Jour / Soir / Nuit / Fêtes O / N / N / N                                        | Voy. / an —                                                                     | Dépôt Château-Thierry                                                           |
| A     | Desserte : - Villes et lieux desservis : Château-Thierry, Brasles, Verdilly, Epieds, Brécy et Beuvardes - Gares desservies : Château-Thierry |                                                                                 |                                                                                 |                                                                                 |                                                                                 |                                                                                 |                                                                                 |                                                                                 |                                                                                 |
| A     | Autre : - Amplitudes horaires : La ligne fonctionne le Mardi et Vendredi, toute l'année (sauf les jours fériés), avec 2 départs depuis la gare de Château-Thierry (12h05 et 17h05) et 2 départs depuis la Place Fernand Richard (8h20 et 13h20). - Particularités : La ligne fonctionne uniquement sur réservation, via le service de Transport à la Demande (TàD) Flexago. |                                                                                 |                                                                                 |                                                                                 |                                                                                 |                                                                                 |                                                                                 |                                                                                 |                                                                                 |
| A     | Dernière actualisation : 8 mai 2025 |                                                                                 |                                                                                 |                                                                                 |                                                                                 |                                                                                 |                                                                                 |                                                                                 |                                                                                 |
| B     | Ligne TÀD B | Ligne TÀD B                                                                     | Ligne TÀD B                                                                     | Ligne TÀD B                                                                     | Ligne TÀD B                                                                     | Ligne TÀD B                                                                     | Ligne TÀD B                                                                     | Ligne TÀD B                                                                     | Ligne TÀD B                                                                     |
| B     | Gare SNCF ⥋ Essômes-sur-Marne – Le Thiolet |                                                                                 |                                                                                 |                                                                                 |                                                                                 |                                                                                 |                                                                                 |                                                                                 |                                                                                 |
| B     | Ouverture / Fermeture 6 janvier 2020 / — | Longueur —                                                                      | Durée 45 min                                                                    | Nb. d’arrêts 11                                                                 | Matériel —                                                                      | Jours de fonctionnement Ma, V                                                   | Jour / Soir / Nuit / Fêtes O / N / N / N                                        | Voy. / an —                                                                     | Dépôt Château-Thierry                                                           |
| B     | Desserte : - Villes et lieux desservis : Château-Thierry, Etrépilly, Belleau, Bussiares, Torcy-en-Valois, Bouresches et Essômes-sur-Marne - Gares desservies : Château-Thierry |                                                                                 |                                                                                 |                                                                                 |                                                                                 |                                                                                 |                                                                                 |                                                                                 |                                                                                 |
| B     | Autre : - Amplitudes horaires : La ligne fonctionne le Mardi et Vendredi, toute l'année (sauf les jours fériés), avec 2 départs depuis la gare de Château-Thierry (12h30 et 17h30) et 2 départs depuis Le Thiolet (9h05 et 14h05). - Particularités : La ligne fonctionne uniquement sur réservation, via le service de Transport à la Demande (TàD) Flexago.               |                                                                                 |                                                                                 |                                                                                 |                                                                                 |                                                                                 |                                                                                 |                                                                                 |                                                                                 |
| B     | Dernière actualisation : 8 mai 2025 |                                                                                 |                                                                                 |                                                                                 |                                                                                 |                                                                                 |                                                                                 |                                                                                 |                                                                                 |
| C     | Ligne TÀD C | Ligne TÀD C                                                                     | Ligne TÀD C                                                                     | Ligne TÀD C                                                                     | Ligne TÀD C                                                                     | Ligne TÀD C                                                                     | Ligne TÀD C                                                                     | Ligne TÀD C                                                                     | Ligne TÀD C                                                                     |
| C     | Gare SNCF ⥋ Bonneil – Mont de Bonneil |                                                                                 |                                                                                 |                                                                                 |                                                                                 |                                                                                 |                                                                                 |                                                                                 |                                                                                 |
| C     | Ouverture / Fermeture 6 janvier 2020 / — | Longueur —                                                                      | Durée 25 min                                                                    | Nb. d’arrêts 8                                                                  | Matériel —                                                                      | Jours de fonctionnement Ma, V                                                   | Jour / Soir / Nuit / Fêtes O / N / N / N                                        | Voy. / an —                                                                     | Dépôt Château-Thierry                                                           |
| C     | Desserte : - Villes et lieux desservis : Château-Thierry, Essômes-sur-Marne, Azy-sur-Marne et Bonneil - Gares desservies : Château-Thierry |                                                                                 |                                                                                 |                                                                                 |                                                                                 |                                                                                 |                                                                                 |                                                                                 |                                                                                 |
| C     | Autre : - Amplitudes horaires : La ligne fonctionne le Mardi et Vendredi, toute l'année (sauf les jours fériés), avec 2 départs depuis la gare de Château-Thierry (11h30 et 16h30) et 2 départs depuis le Mont de Bonneil (8h00 et 13h00). - Particularités : La ligne fonctionne uniquement sur réservation, via le service de Transport à la Demande (TàD) Flexago.       |                                                                                 |                                                                                 |                                                                                 |                                                                                 |                                                                                 |                                                                                 |                                                                                 |                                                                                 |
| C     | Dernière actualisation : 8 mai 2025 |                                                                                 |                                                                                 |                                                                                 |                                                                                 |                                                                                 |                                                                                 |                                                                                 |                                                                                 |
| D     | Ligne TÀD D | Ligne TÀD D                                                                     | Ligne TÀD D                                                                     | Ligne TÀD D                                                                     | Ligne TÀD D                                                                     | Ligne TÀD D                                                                     | Ligne TÀD D                                                                     | Ligne TÀD D                                                                     | Ligne TÀD D                                                                     |
| D     | Neuilly-Saint-Front – Espace Louvroy ⥋ Gandelu – Mairie |                                                                                 |                                                                                 |                                                                                 |                                                                                 |                                                                                 |                                                                                 |                                                                                 |                                                                                 |
| D     | Ouverture / Fermeture 6 janvier 2020 / — | Longueur —                                                                      | Durée 35-55 min                                                                 | Nb. d’arrêts 14                                                                 | Matériel —                                                                      | Jours de fonctionnement L, Me                                                   | Jour / Soir / Nuit / Fêtes O / N / N / N                                        | Voy. / an —                                                                     | Dépôt Château-Thierry                                                           |
| D     | Desserte : - Villes et lieux desservis : Neuilly-Saint-Front, Priez, Courchamps, Monthiers, Licy-Clignon, Hautevesnes, Saint-Gengoulph, Chézy-en-Orxois, Montigny-L'Allier, Brumetz et Gandelu - Ligne de rabattement vers : Ligne rurale 11 |                                                                                 |                                                                                 |                                                                                 |                                                                                 |                                                                                 |                                                                                 |                                                                                 |                                                                                 |
| D     | Autre : - Amplitudes horaires : La ligne fonctionne le Lundi et Mercredi, toute l'année (sauf les jours fériés), avec 2 départs depuis l'Espace Louvroy (11h00 et 15h45) et 2 départs depuis la Mairie de Gandelu (8h00 et 13h00). - Particularités : La ligne fonctionne uniquement sur réservation, via le service de Transport à la Demande (TàD) Flexago.               |                                                                                 |                                                                                 |                                                                                 |                                                                                 |                                                                                 |                                                                                 |                                                                                 |                                                                                 |
| D     | Dernière actualisation : 8 mai 2025 |                                                                                 |                                                                                 |                                                                                 |                                                                                 |                                                                                 |                                                                                 |                                                                                 |                                                                                 |
| E     | Ligne TÀD E | Ligne TÀD E                                                                     | Ligne TÀD E                                                                     | Ligne TÀD E                                                                     | Ligne TÀD E                                                                     | Ligne TÀD E                                                                     | Ligne TÀD E                                                                     | Ligne TÀD E                                                                     | Ligne TÀD E                                                                     |
| E     | Neuilly-Saint-Front – Place de l'Eglise ⥋ Grisolles – Square René Roy |                                                                                 |                                                                                 |                                                                                 |                                                                                 |                                                                                 |                                                                                 |                                                                                 |                                                                                 |
| E     | Ouverture / Fermeture 6 janvier 2020 / — | Longueur —                                                                      | Durée 25 min                                                                    | Nb. d’arrêts 8                                                                  | Matériel —                                                                      | Jours de fonctionnement L, Me                                                   | Jour / Soir / Nuit / Fêtes O / N / N / N                                        | Voy. / an —                                                                     | Dépôt Château-Thierry                                                           |
| E     | Desserte : - Villes et lieux desservis : Neuilly-Saint-Front, Rozet-Saint-Albin, Vichel-Nanteuil, Latilly et Grisolles - Ligne de rabattement vers : Ligne rurale 11 |                                                                                 |                                                                                 |                                                                                 |                                                                                 |                                                                                 |                                                                                 |                                                                                 |                                                                                 |
| E     | Autre : - Amplitudes horaires : La ligne fonctionne le Lundi et Mercredi, toute l'année (sauf les jours fériés), avec 2 départs depuis la Place de l'Eglise (12h10 et 17h00) et 2 départs depuis le Square René Roy (8h45 et 14h00). - Particularités : La ligne fonctionne uniquement sur réservation, via le service de Transport à la Demande (TàD) Flexago.             |                                                                                 |                                                                                 |                                                                                 |                                                                                 |                                                                                 |                                                                                 |                                                                                 |                                                                                 |
| E     | Dernière actualisation : 8 mai 2025 |                                                                                 |                                                                                 |                                                                                 |                                                                                 |                                                                                 |                                                                                 |                                                                                 |                                                                                 |
| F     | Ligne TÀD F | Ligne TÀD F                                                                     | Ligne TÀD F                                                                     | Ligne TÀD F                                                                     | Ligne TÀD F                                                                     | Ligne TÀD F                                                                     | Ligne TÀD F                                                                     | Ligne TÀD F                                                                     | Ligne TÀD F                                                                     |
| F     | Fère-en-Tardenois – Place Aristide Briand ⥋ Goussancourt – Les Aéorostiers |                                                                                 |                                                                                 |                                                                                 |                                                                                 |                                                                                 |                                                                                 |                                                                                 |                                                                                 |
| F     | Ouverture / Fermeture 6 janvier 2020 / — | Longueur —                                                                      | Durée 60 min                                                                    | Nb. d’arrêts 13                                                                 | Matériel —                                                                      | Jours de fonctionnement Me, S                                                   | Jour / Soir / Nuit / Fêtes O / N / N / N                                        | Voy. / an —                                                                     | Dépôt Château-Thierry                                                           |
| F     | Desserte : - Villes et lieux desservis : Fère-en-Tardenois, Loupeigne, Mareuil-en-Dôle, Villers-sur-Fère, Sergy, Fresnes-en-Tardenois, Courmont, Ronchères, Cierges et Goussancourt - Ligne de rabattement vers : Ligne rurale 12 |                                                                                 |                                                                                 |                                                                                 |                                                                                 |                                                                                 |                                                                                 |                                                                                 |                                                                                 |
| F     | Autre : - Amplitudes horaires : La ligne fonctionne le Mercredi et Samedi, toute l'année (sauf les jours fériés), avec 2 départs depuis la Place Aristide Briand (11h30 et 16h30) et 2 départs depuis Les Aéorostiers (8h15 et 13h45). - Particularités : La ligne fonctionne uniquement sur réservation, via le service de Transport à la Demande (TàD) Flexago.           |                                                                                 |                                                                                 |                                                                                 |                                                                                 |                                                                                 |                                                                                 |                                                                                 |                                                                                 |
| F     | Dernière actualisation : 8 mai 2025 |                                                                                 |                                                                                 |                                                                                 |                                                                                 |                                                                                 |                                                                                 |                                                                                 |                                                                                 |
| G     | Ligne TÀD G | Ligne TÀD G                                                                     | Ligne TÀD G                                                                     | Ligne TÀD G                                                                     | Ligne TÀD G                                                                     | Ligne TÀD G                                                                     | Ligne TÀD G                                                                     | Ligne TÀD G                                                                     | Ligne TÀD G                                                                     |
| G     | Fère-en-Tardenois – Place Aristide Briand ⥋ La Croix-sur-Ourcq – La Fontaine |                                                                                 |                                                                                 |                                                                                 |                                                                                 |                                                                                 |                                                                                 |                                                                                 |                                                                                 |
| G     | Ouverture / Fermeture 6 janvier 2020 / — | Longueur —                                                                      | Durée 80 min                                                                    | Nb. d’arrêts 16                                                                 | Matériel —                                                                      | Jours de fonctionnement Me, S                                                   | Jour / Soir / Nuit / Fêtes O / N / N / N                                        | Voy. / an —                                                                     | Dépôt Château-Thierry                                                           |
| G     | Desserte : - Villes et lieux desservis : Fère-en-Tardenois, Villers-Agron-Aiguizy, Vézilly, Dravegny, Coulonges-Cohan, Seringes-et-Nesles, Saponay, Bruyères-sur-Fère, Nanteuil-Notre-Dame, Armentières-sur-Ourcq et La Croix-sur-Ourcq - Ligne de rabattement vers : Ligne rurale 12                                                                                       |                                                                                 |                                                                                 |                                                                                 |                                                                                 |                                                                                 |                                                                                 |                                                                                 |                                                                                 |
| G     | Autre : - Amplitudes horaires : La ligne fonctionne le Mercredi et Samedi, toute l'année (sauf les jours fériés), avec 2 départs depuis la Place Aristide Briand (12h15 et 17h30) et 2 départs depuis La Fontaine (9h15 et 13h45). - Particularités : La ligne fonctionne uniquement sur réservation, via le service de Transport à la Demande (TàD) Flexago.               |                                                                                 |                                                                                 |                                                                                 |                                                                                 |                                                                                 |                                                                                 |                                                                                 |                                                                                 |
| G     | Dernière actualisation : 8 mai 2025 |                                                                                 |                                                                                 |                                                                                 |                                                                                 |                                                                                 |                                                                                 |                                                                                 |                                                                                 |
| H     | Ligne TÀD H | Ligne TÀD H                                                                     | Ligne TÀD H                                                                     | Ligne TÀD H                                                                     | Ligne TÀD H                                                                     | Ligne TÀD H                                                                     | Ligne TÀD H                                                                     | Ligne TÀD H                                                                     | Ligne TÀD H                                                                     |
| H     | Fère-en-Tardenois – Place Aristide Briand ⥋ Le Charmel – Mairie |                                                                                 |                                                                                 |                                                                                 |                                                                                 |                                                                                 |                                                                                 |                                                                                 |                                                                                 |
| H     | Ouverture / Fermeture 6 janvier 2020 / — | Longueur —                                                                      | Durée 20 min                                                                    | Nb. d’arrêts 6                                                                  | Matériel —                                                                      | Jours de fonctionnement Me, S                                                   | Jour / Soir / Nuit / Fêtes O / N / N / N                                        | Voy. / an —                                                                     | Dépôt Château-Thierry                                                           |
| H     | Desserte : - Villes et lieux desservis : Fère-en-Tardenois, Beuvardes et Le Charmel - Ligne de rabattement vers : Ligne rurale 12 |                                                                                 |                                                                                 |                                                                                 |                                                                                 |                                                                                 |                                                                                 |                                                                                 |                                                                                 |
| H     | Autre : - Amplitudes horaires : La ligne fonctionne le Mercredi et Samedi, toute l'année (sauf les jours fériés), avec 2 départs depuis la Place Aristide Briand (11h45 et 17h50) et 2 départs depuis la Mairie du Charmel (9h30 et 15h00). - Particularités : La ligne fonctionne uniquement sur réservation, via le service de Transport à la Demande (TàD) Flexago.      |                                                                                 |                                                                                 |                                                                                 |                                                                                 |                                                                                 |                                                                                 |                                                                                 |                                                                                 |
| H     | Dernière actualisation : 8 mai 2025 |                                                                                 |                                                                                 |                                                                                 |                                                                                 |                                                                                 |                                                                                 |                                                                                 |                                                                                 |
| I     | Ligne TÀD I | Ligne TÀD I                                                                     | Ligne TÀD I                                                                     | Ligne TÀD I                                                                     | Ligne TÀD I                                                                     | Ligne TÀD I                                                                     | Ligne TÀD I                                                                     | Ligne TÀD I                                                                     | Ligne TÀD I                                                                     |
| I     | Jaulgonne – Place du Puits ⥋ Trélou-sur-Marne – Place de l'Europe |                                                                                 |                                                                                 |                                                                                 |                                                                                 |                                                                                 |                                                                                 |                                                                                 |                                                                                 |
| I     | Ouverture / Fermeture 6 janvier 2020 / — | Longueur —                                                                      | Durée 20 min                                                                    | Nb. d’arrêts 8                                                                  | Matériel —                                                                      | Jours de fonctionnement L, J                                                    | Jour / Soir / Nuit / Fêtes O / N / N / N                                        | Voy. / an —                                                                     | Dépôt Château-Thierry                                                           |
| I     | Desserte : - Villes et lieux desservis : Jaulgonne, Barzy-sur-Marne, Reuilly-Sauvigny, Passy-sur-Marne et Trélou-sur-Marne - Ligne de rabattement vers : Ligne rurale 13 |                                                                                 |                                                                                 |                                                                                 |                                                                                 |                                                                                 |                                                                                 |                                                                                 |                                                                                 |
| I     | Autre : - Amplitudes horaires : La ligne fonctionne le Lundi et Jeudi, toute l'année (sauf les jours fériés), avec 2 départs depuis la Place du Puits (12h15 et 17h00) et 2 départs depuis la Place de l'Europe (9h30 et 13h50). - Particularités : La ligne fonctionne uniquement sur réservation, via le service de Transport à la Demande (TàD) Flexago.                 |                                                                                 |                                                                                 |                                                                                 |                                                                                 |                                                                                 |                                                                                 |                                                                                 |                                                                                 |
| I     | Dernière actualisation : 8 mai 2025 |                                                                                 |                                                                                 |                                                                                 |                                                                                 |                                                                                 |                                                                                 |                                                                                 |                                                                                 |
| J     | Ligne TÀD J | Ligne TÀD J                                                                     | Ligne TÀD J                                                                     | Ligne TÀD J                                                                     | Ligne TÀD J                                                                     | Ligne TÀD J                                                                     | Ligne TÀD J                                                                     | Ligne TÀD J                                                                     | Ligne TÀD J                                                                     |
| J     | Jaulgonne – Rue du Puits ⥋ Crézancy – Lycée Agricole |                                                                                 |                                                                                 |                                                                                 |                                                                                 |                                                                                 |                                                                                 |                                                                                 |                                                                                 |
| J     | Ouverture / Fermeture 6 janvier 2020 / — | Longueur —                                                                      | Durée 20 min                                                                    | Nb. d’arrêts 6                                                                  | Matériel —                                                                      | Jours de fonctionnement L, J                                                    | Jour / Soir / Nuit / Fêtes O / N / N / N                                        | Voy. / an —                                                                     | Dépôt Château-Thierry                                                           |
| J     | Desserte : - Villes et lieux desservis : Jaulgonne, Courtemont-Varennes, Mézy-Moulins, Moulins et Crézancy - Ligne de rabattement vers : Ligne rurale 13 |                                                                                 |                                                                                 |                                                                                 |                                                                                 |                                                                                 |                                                                                 |                                                                                 |                                                                                 |
| J     | Autre : - Amplitudes horaires : La ligne fonctionne le Lundi et Jeudi, toute l'année (sauf les jours fériés), avec 2 départs depuis la Rue du Puits (8h50 et 13h10) et 2 départs depuis le Lycée Agricole (11h30 et 16h30). - Particularités : La ligne fonctionne uniquement sur réservation, via le service de Transport à la Demande (TàD) Flexago.                      |                                                                                 |                                                                                 |                                                                                 |                                                                                 |                                                                                 |                                                                                 |                                                                                 |                                                                                 |
| J     | Dernière actualisation : 8 mai 2025 |                                                                                 |                                                                                 |                                                                                 |                                                                                 |                                                                                 |                                                                                 |                                                                                 |                                                                                 |
| K     | Ligne TÀD K | Ligne TÀD K                                                                     | Ligne TÀD K                                                                     | Ligne TÀD K                                                                     | Ligne TÀD K                                                                     | Ligne TÀD K                                                                     | Ligne TÀD K                                                                     | Ligne TÀD K                                                                     | Ligne TÀD K                                                                     |
| K     | Condé-en-Brie – Salle des Fêtes ⥋ La Chapelle-Monthodon – Fontaine |                                                                                 |                                                                                 |                                                                                 |                                                                                 |                                                                                 |                                                                                 |                                                                                 |                                                                                 |
| K     | Ouverture / Fermeture 6 janvier 2020 / — | Longueur —                                                                      | Durée 40 min                                                                    | Nb. d’arrêts 10                                                                 | Matériel —                                                                      | Jours de fonctionnement Ma, V                                                   | Jour / Soir / Nuit / Fêtes O / N / N / N                                        | Voy. / an —                                                                     | Dépôt Château-Thierry                                                           |
| K     | Desserte : - Villes et lieux desservis : Condé-en-Brie, Montigny-lès-Condé, Pargny-la-Dhuys, Montlevon, Monthurel, Celles-lès-Condé, Saint-Agnan et La Chapelle-Monthodon - Ligne de rabattement vers : Ligne rurale 14 |                                                                                 |                                                                                 |                                                                                 |                                                                                 |                                                                                 |                                                                                 |                                                                                 |                                                                                 |
| K     | Autre : - Amplitudes horaires : La ligne fonctionne le Mardi et Vendredi, toute l'année (sauf les jours fériés), avec 2 départs depuis la Salle des Fêtes (12h55 et 15h45) et 2 départs depuis la Fontaine (8h30 et 13h35). - Particularités : La ligne fonctionne uniquement sur réservation, via le service de Transport à la Demande (TàD) Flexago.                      |                                                                                 |                                                                                 |                                                                                 |                                                                                 |                                                                                 |                                                                                 |                                                                                 |                                                                                 |
| K     | Dernière actualisation : 8 mai 2025 |                                                                                 |                                                                                 |                                                                                 |                                                                                 |                                                                                 |                                                                                 |                                                                                 |                                                                                 |
| L     | Ligne TÀD L | Ligne TÀD L                                                                     | Ligne TÀD L                                                                     | Ligne TÀD L                                                                     | Ligne TÀD L                                                                     | Ligne TÀD L                                                                     | Ligne TÀD L                                                                     | Ligne TÀD L                                                                     | Ligne TÀD L                                                                     |
| L     | Condé-en-Brie – Halles de Condé ⥋ Baulne-en-Brie – Le Lavoir |                                                                                 |                                                                                 |                                                                                 |                                                                                 |                                                                                 |                                                                                 |                                                                                 |                                                                                 |
| L     | Ouverture / Fermeture 6 janvier 2020 / — | Longueur —                                                                      | Durée 70 min                                                                    | Nb. d’arrêts 14                                                                 | Matériel —                                                                      | Jours de fonctionnement Ma, V                                                   | Jour / Soir / Nuit / Fêtes O / N / N / N                                        | Voy. / an —                                                                     | Dépôt Château-Thierry                                                           |
| L     | Desserte : - Villes et lieux desservis : Condé-en-Brie, Courboin, Viffort, Rozoy-Bellevalle, Fontenelle-en-Brie, Marchais-en-Brie, La Celle-sous-Montmirail, Artonges et Baulne-en-Brie - Ligne de rabattement vers : Ligne rurale 14 |                                                                                 |                                                                                 |                                                                                 |                                                                                 |                                                                                 |                                                                                 |                                                                                 |                                                                                 |
| L     | Autre : - Amplitudes horaires : La ligne fonctionne le Mardi et Vendredi, toute l'année (sauf les jours fériés), avec 2 départs depuis les Halles de Condé (11h40 et 17h00) et 2 départs depuis Le Lavoir (9h20 et 14h00). - Particularités : La ligne fonctionne uniquement sur réservation, via le service de Transport à la Demande (TàD) Flexago.                       |                                                                                 |                                                                                 |                                                                                 |                                                                                 |                                                                                 |                                                                                 |                                                                                 |                                                                                 |
| L     | Dernière actualisation : 8 mai 2025 |                                                                                 |                                                                                 |                                                                                 |                                                                                 |                                                                                 |                                                                                 |                                                                                 |                                                                                 |

#### Service Flexo
Le service de Transport à la Demande est complété par le service de transport sur réservation Flexo, départagé en 2 zones:
- La première zone est celle permettant de joindre la gare de Château-Thierry, avec le matin des services permettant de rejoindre les départs de 5h04 et 5h34 du Transilien P, et le TER de 6h01 en direction de la Gare de l'Est, et le soir des services permettant de récupérer les voyageurs en provenance du Transilien P de 19h56 et des TER de 19h31 et 20h31.
- La seconde zone est celle permettant de rejoindre la ZI de l'Omois de Château-Thierry à 5h00 et 6h00. Cette zone est en correspondance avec la zone de la gare.

## Exploitation

### Exploitant du réseau
En 2012, la Communauté d'agglomération de la région de Château-Thierry (CARCT) choisi Keolis et sa filiale, Keolis Château-Thierry, pour exploiter le réseau de transports en commun de Château-Thierry, dans le cadre du contrat de délégation de service public (DSP). Ce contrat de DSP est renouvelé en 2019, pour une durée de neuf ans.

### Dépôt
Les différents véhicules utilisés sur le réseau sont remisés au dépôt situé à Château-Thierry. Le dépôt a pour mission d'assurer l'entretien préventif et curatif du matériel. L'entretien curatif ou correctif a lieu quand une panne ou un dysfonctionnement est signalé par un conducteur.

### Parc de véhicules
Le réseau de bus Fablio est doté d'un parc de véhicules composé de midibus et autobus standards:

#### Midibus
- Heuliez Bus : 
  - 3 GX 127 (numéros de parc : 172, 241.2 et 242.2)
  - 1 GX 127 L (numéro de parc : 244)
  - 1 GX 137 L (numéro de parc : 157014)
- Mercedes-Benz :
  - 4 Citaro K C2 Hybrid (numéros de parc : 401, 403, 237001 et 237005)

#### Autobus standards
- Mercedes-Benz :
  - 2 Citaro C2 Hybrid (numéros de parc : 501 et 502)
- Setra :
  - 1 S 415 NF (numéro de parc : 069288)

## Tarification et financement

### Tarification
Le réseau de bus Fablio dispose d'une gamme tarifaire comprenant des cartes unitaires et des abonnements. Les cartes unitaires peuvent s'acheter directement à bord des véhicules ou à l'Agence Fablio, tandis que les abonnements ne s'achètent qu'à cette agence. L'Agence Fablio, ouverte depuis le 1er juin 2017, se situe au 31, Grande Rue, à Château-Thierry.
Ci-dessous, le tableau des différents titres de transports disponibles :
| Types de voyageurs                              | Titre                             | Tarif                            | Public                                            | Description | Support(s)                                 |
| ----------------------------------------------- | --------------------------------- | -------------------------------- | ------------------------------------------------- | --- | ------------------------------------------ |
| Voyageurs occasionnels                          | Carte 1 Voyage                    | 1,50 €                           | Tout public                                       | Valable 1 heure sur l'ensemble du réseau, avec une correspondance comprise, sans aller-retour. En vente à bord des véhicules uniquement. | Ticket cartonnée sans-contact              |
| Voyageurs occasionnels                          | Carte 10 Voyages                  | 12,00 €                          | Tout public                                       | Carnet de 10 voyages valables sur l'ensemble du réseau, correspondances comprises. En vente à l'Agence Fablio. | Ticket cartonnée sans-contact rechargeable |
| Voyageurs occasionnels                          | Carte DUO                         | 2,60 €                           | Tout public                                       | Valable 1 heure pour 2 personnes, sur l'ensemble du réseau, avec une correspondance comprise, avec 1 aller-retour. En vente à bord des véhicules uniquement. | Ticket cartonnée sans-contact              |
| Voyageurs réguliers                             | Abonnement Jeune                  | 60,00 € par an                   | Elèves résidants dans la CARCT                    | Valable 1 an pour les élèves résidants dans la Communauté d'Agglomération de la Région de Château-Thierry, sur l'ensemble du réseau, avec les correspondances comprises. En vente à l'Agence Fablio.                                                             | Carte sans-contact rechargeable            |
| Voyageurs réguliers                             | Abonnement Tout Public            | 23,00 € par mois 230,00 € par an | Tout public                                       | Valable 1 mois ou 1 année glissante, sur l'ensemble du réseau, avec les correspondances comprises. En vente à l'Agence Fablio. | Carte sans-contact rechargeable            |
| Voyageurs bénéficiant de l'Abonnement solidaire | Abonnement solidaire pour 1 mois  | 5,00 € pour 1 mois               | Personnes résidantes dans une commune de la CARCT | Abonnement solidaire pour 1 mois : accessible aux élèves en stage ou en contrat d'apprentissage. La création et la vente se font à l'Agence Fablio. | Carte sans-contact rechargeable            |
| Voyageurs bénéficiant de l'Abonnement solidaire | Abonnement solidaire pour 3 mois  | 10,00 € pour 3 mois              | Personnes résidantes dans une commune de la CARCT | Abonnement solidaire pour 3 mois : accessible aux personnes en Contrat d'Insertion, aux demandeurs d'emplois (indemnisés ou non), aux personnes bénéficiaires du RSA et de la Complémentaire Santé Solidaire. La création et la vente se font à l'Agence Fablio. | Carte sans-contact rechargeable            |
| Voyageurs bénéficiant de l'Abonnement solidaire | Abonnement solidaire pour 12 mois | 35,00 € pour 12 mois             | Personnes résidantes dans une commune de la CARCT | Abonnement solidaire pour 12 mois : accessible aux personnes âgées (65ans ou plus) et aux personnes possédant la Carte Mobilité Inclusion Invalidité. La création et la vente se font à l'Agence Fablio.                                                         | Carte sans-contact rechargeable            |